# مقفا
مقفا بیتی است که فقط یک مصرع آن قافیه دارد. در شعر زیر از بیت دوم تا آخر غزل همهٔ بیتها مقفّا هستند، زیر فقط یک مصراع آنها (مصراع‌های طرف چپ) دارای قافیه هستند.
| ای ساربان، آهسته رو کارام جانم می‌رود         |  | وان دل که با خود داشتم با دلستانم می‌رود   |
| من ماندهام مهجور از او، بیچاره و رنجور از او |  | گویی که نیشی دور از او، در استخوانم میرود |
| او میرود دامن کشان، من زهر تنهایی چشان       |  | دیگر مپرس از من نشان، کزدل نشانم میرود    |
| سعدی، فغان از دست ما لایق نبود ای بی وفا     |  | طاقت نمیدارم جفا، کار از فغانم میرود      |